# Teslić
Teslić (in serbo cirillico: Теслић) è una città di 41 904 abitanti della Repubblica Serba di Bosnia ed Erzegovina compresa nella regione di Banja Luka.

## Geografia fisica

### Territorio e Clima

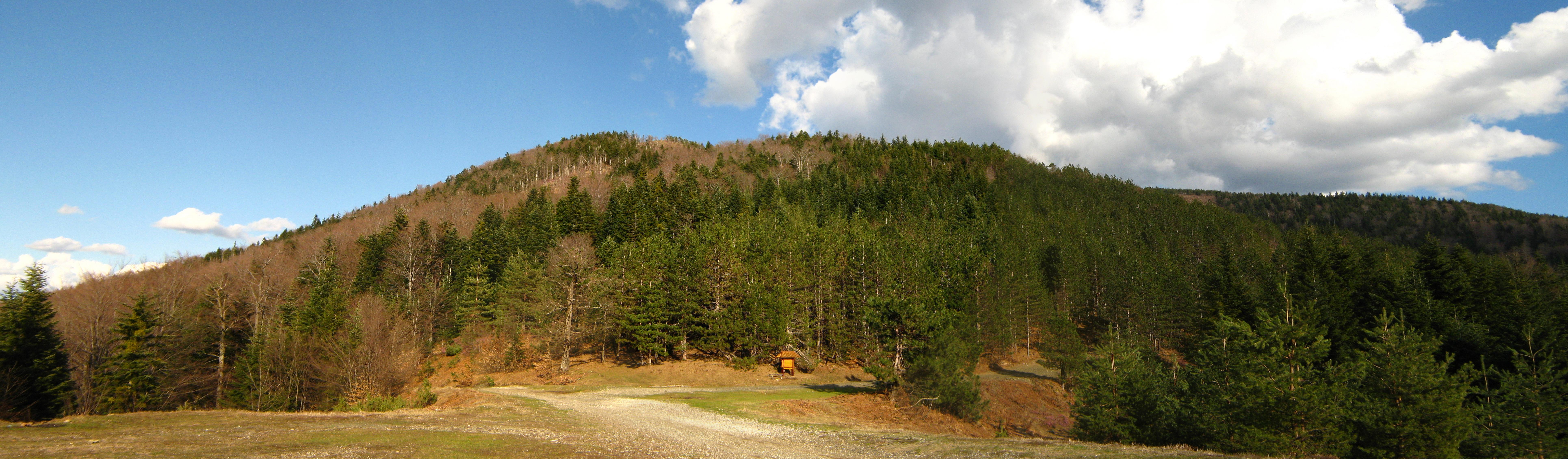
Catena montuosa Borja

La municipalità di Teslić copre un'area di 845 km² ed è attraversata dal fiume Usora.
L'area è prevalentemente collinare con vaste foreste che ricoprono buona parte del territorio.
La montagna più alta è l'Očauško Lice, che svetta oltre i 1300 metri. Invece la Vučija planina è un vasto altopiano con un'altitudine media di 1000 metri e svolge anche la funzione di confine naturale con la Federazione di Bosnia ed Erzegovina.
Il clima è continentale, con inverni rigidi ed estati miti. Il mese più caldo dell'anno è luglio, con una temperatura media di 23 °C e frequenti picchi che superano i 36 °C. Invece il periodo tra dicembre e gennaio è il più freddo dell'anno quando le temperature calano sotto lo zero

## Turismo
Nei pressi della città si trova il centro termale di Banja Vrucica. Si tratta di un complesso sanitario-turistico composto da cinque hotel, tra cui il rinomato Hotel Kardial, per il trattamento delle malattie cardiovascolari e richiama visitatori da tutta la regione.

## Religione
I cristiani ortodossi rappresentano la maggioranza dei fedeli in città. In città sono presenti molteplici luoghi di culto tra cui il tempio della Santa Trinità che domina la piazza principale.
Percorrendo la strada in direzione di Banja Luka, si può raggiungere il monastero ortodosso di Liplje. Questo complesso religioso si trova alle pendici della catena montuosa Borja.
La costruzione del complesso religioso risale al 1219 ed è tra i meglio conservati della regione.

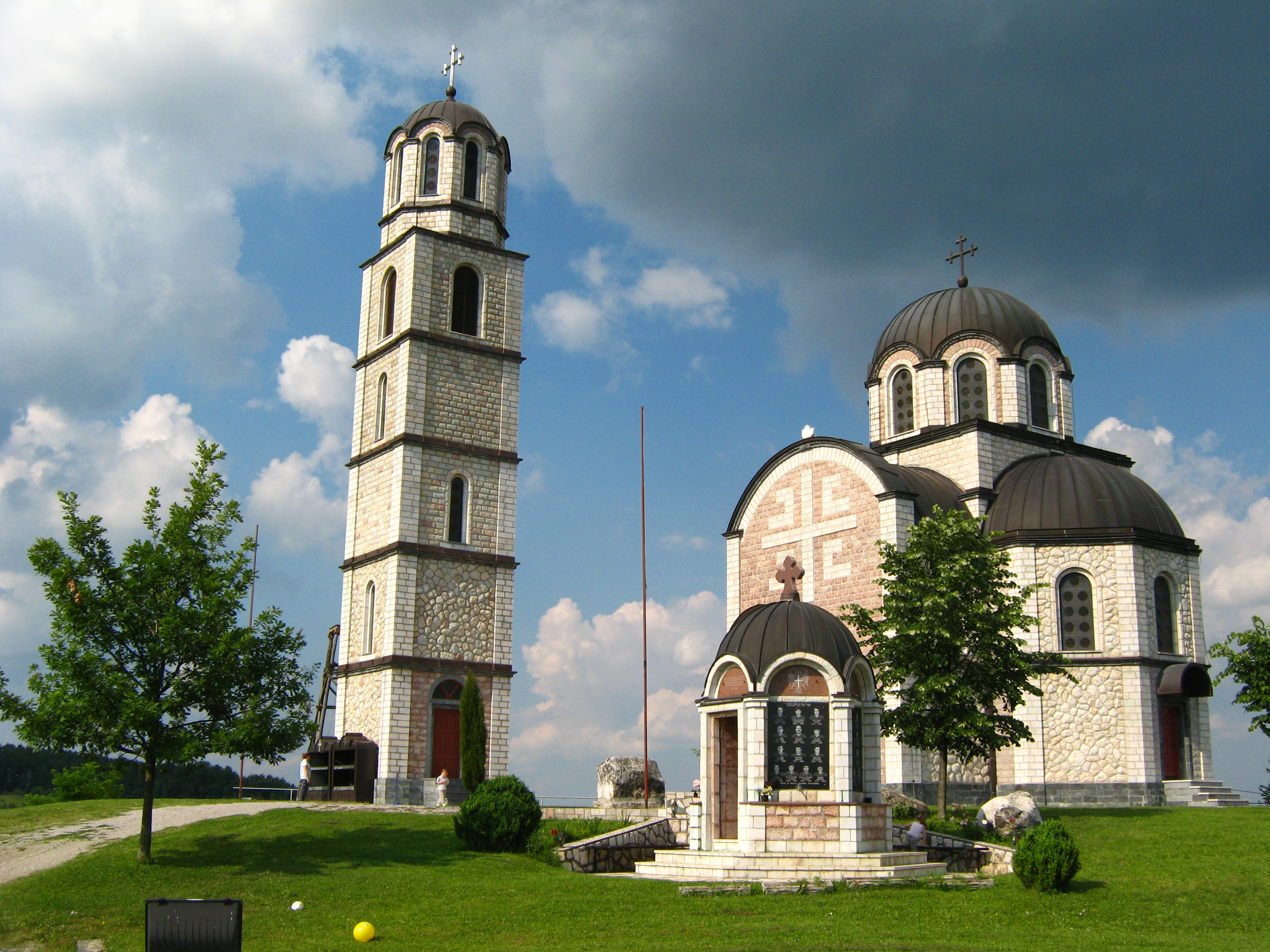
Chiesa a Gornja Radnja
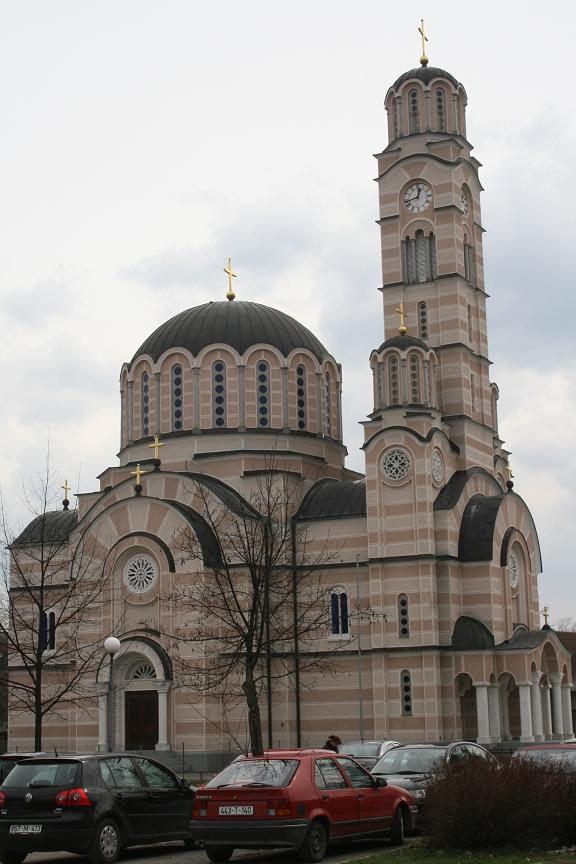
Tempio della Santa Trinità

## Località

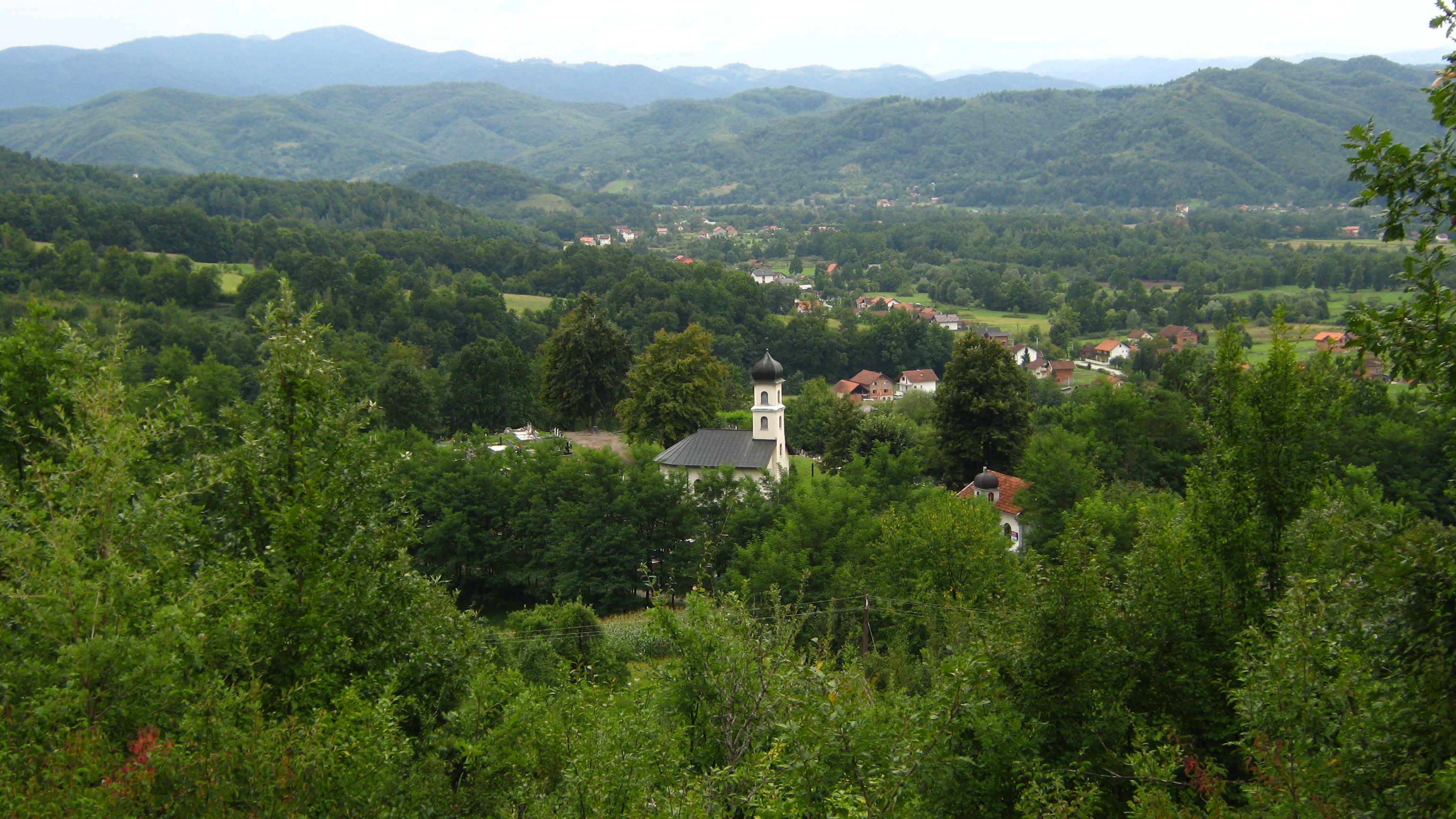
Il villaggio Gornja Vrućica

Oltre alla città sono presenti le seguenti località:
- Blatnica
- Banja Vrućica
- Buletić
- Čečava
- Donji Ružević
- Đulići
- Gomjenica
- Gornja Radnja
- Gornji Ružević
- Gornja Vrućica
- Kamenica
- Mladikovine
- Očauš
- Pribinić
- Rajševa
- Slatina
- Stenjak
- Vlajići